# Buck Privates
Buck Privates (1941) es una película del género comedia, protagonizada por Bud Abbott y Lou Costello y dirigida por Arthur Lubin. Shemp Howard de Los Tres Chiflados, tiene un pequeño papel en esta película.
Abbott y Costello realizaron una versión radiofónica de esta película, en el programa Lux Radio Theater el 13 de octubre de 1941.

## Argumento
Bud Abbott y Lou Costello se alistan en el ejército para escapar de ser llevados a la cárcel, y pronto se encuentran en un campamento de entrenamiento. Para su consternación, el instructor es nada menos que el policía que estaba listo para llevarlos a prisión. El dúo termina teniendo una aventura en plena Segunda Guerra Mundial.

## Elenco
| Actor               | Rol                      |
| ------------------- | ------------------------ |
| Bud Abbott          | Slicker Smith            |
| Lou Costello        | Herbie Brown             |
| Shemp Howard        | Chef                     |
| Lee Bowman          | Randolph Parker III      |
| Alan Curtis         | Bob Martin               |
| The Andrews Sisters | Ellas mismas             |
| Jane Frazee         | Judy Gray                |
| Nat Pendleton       | Sargento Michael Collins |
| Samuel S. Hinds     | General Emerson          |
| Harry Strang        | Sargento Callahan        |
| Nella Walker        | Mrs. Parker II           |
| M. J. Frankovich    | Anunciador               |
| Dora Clement        | Miss Durling             |
| Jean Brooks         | Azafata                  |